# Маленков (река)
Маленков — река в России, протекает по Чугуевскому району Приморского края. Длина реки — 11 км.
Начинается на юго-восточных склонах небольшого хребта, поросшего кедрово-берёзовой тайгой. Истоки реки — между горами Прямая и Булка. Течёт по дубово-берёзовому лесу в общем южном направлении. Долина реки местами заболочена. Основной приток — Болотистый — впадает справа. Маленков впадает в Журавлёвку справа в 6 км от её устья.

## Данные водного реестра
По данным государственного водного реестра России относится к Амурскому бассейновому округу, водохозяйственный участок реки — Уссури от истока до впадения реки Большая Уссурка без реки Сунгача, речной подбассейн реки — Уссури (российская часть бассейна). Речной бассейн реки — Амур.
Код объекта в государственном водном реестре — 20030700212118100053107.